# Le Désert (roman)
Ne doit pas être confondu avec Désert (roman).
Pour les articles homonymes, voir Désert (homonymie).
Le Désert (1895) est un récit du voyage de Pierre Loti qui traverse le Sinaï du 22 février au 25 mars 1894.
La première publication est faite en feuilleton, fin 1894, dans la Nouvelle Revue. L'ouvrage Le Désert est publié en juin 1895 chez Calmann-Lévy. Après une période d'oubli, il ne fut republié qu'en 1987, chez Christian Pirot. Il est ensuite réédité en mars 2019 chez la petite bibliothèque Payot, collection voyageurs, avec préface de Jean Claude Bourlès.
Le Désert est le premier volet d'une trilogie, un pèlerinage en terre sainte, qui se poursuit avec les ouvrages Jérusalem puis La Galilée.

## Résumé
Le 22 février 1894, Loti quitte l'oasis de Moïse, en compagnie de quelques amis, un interprète, des domestiques et une vingtaine de chameliers. Cette caravane traverse le désert du Sinaï en faisant étape de quelques jours au monastère Sainte-Catherine. 
Après une halte à Arabah, un problème de laisser passer ne lui permet pas d'atteindre Pétra et la caravane se dirige alors vers la Palestine. Gaza est atteinte le 25 mars, jour de Pâques. 
Ce récit poétique contient de longues descriptions des paysages et des impressions ressenties par les voyageurs. Le style est différent des autres ouvrages de l'auteur.